# Toyota Prius c
El Toyota Prius c, y llamado Toyota Aqua en Japón, fue un automóvil híbrido gasolina-eléctrico del segmento B producido por el fabricante japonés Toyota desde el año 2011 hasta 2019. Es un cinco plazas con carrocería hatchback de cinco puertas, de tamaño similar al Toyota Yaris. El Prius c es el segundo vehículo derivado de la familia Prius. La letra "c" se refiere a "city" (ciudad en inglés), por sus cualidades como automóvil urbano.
La versión de producción del Prius Aqua fue presentada en el Salón del Automóvil de Tokio a finales de noviembre de 2011. En Estados Unidos la versión de producción debutó en el Salón del Automóvil de Detroit en enero de 2012. El Aqua fue lanzado en Japón en diciembre de 2011, y como Prius c en los Estados Unidos y Canadá en marzo de 2012. El Prius c fue lanzado en Australia y Nueva Zelanda en abril de 2012.

## Motorización
Su motorizaicón híbrida eléctrico-gasolina consiste en un motor gasolina atmosférico de 1,5 litros y un motor eléctrico, que erogan una potencia máxima combinada de 74 kW (100 CV). Tiene un consumo de combustible homologado de 4.7 L/100 km (50 mpg-US).

## Producción y ventas

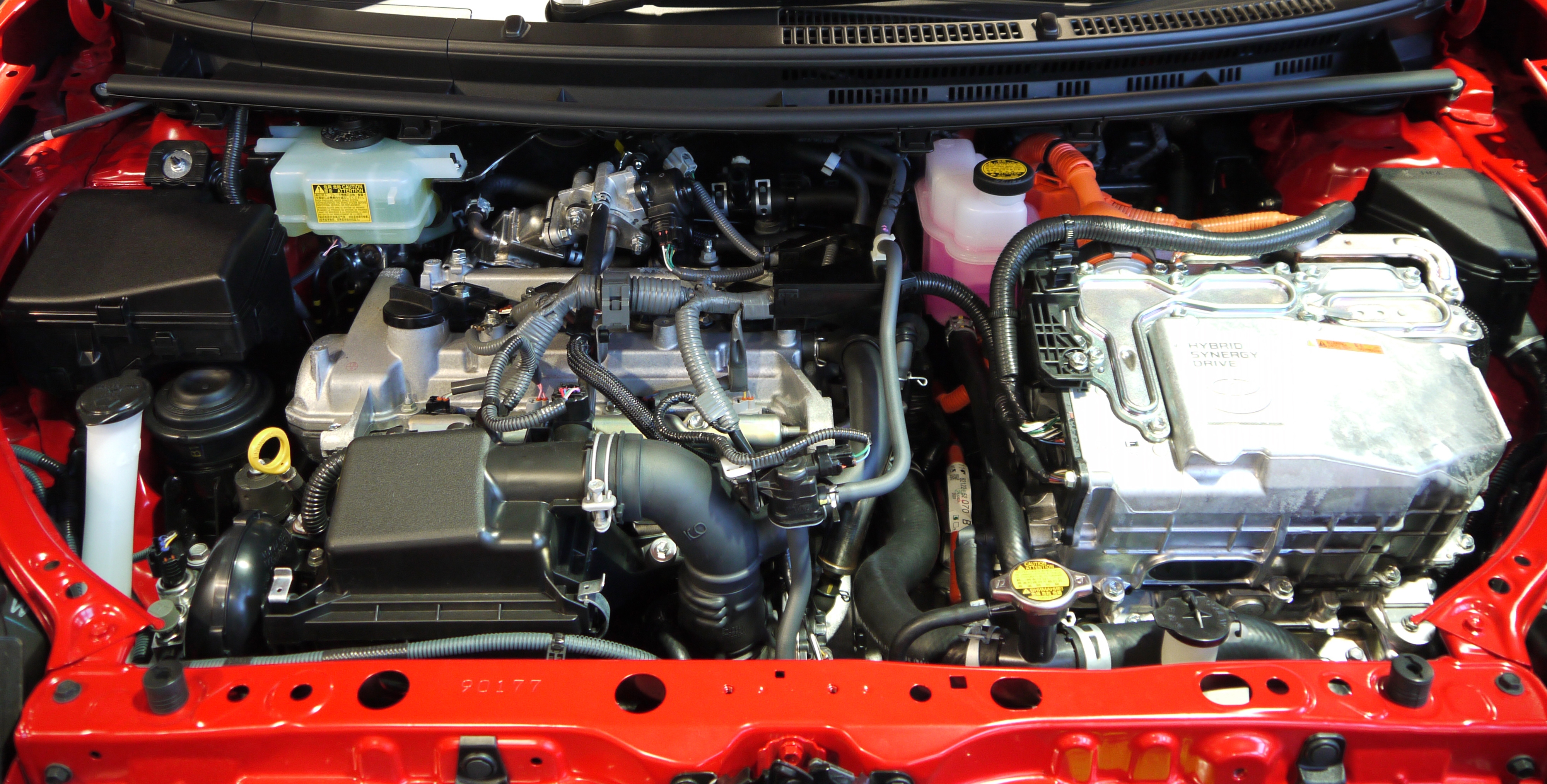
Hybrid Synergy Drive de Toyota Aqua

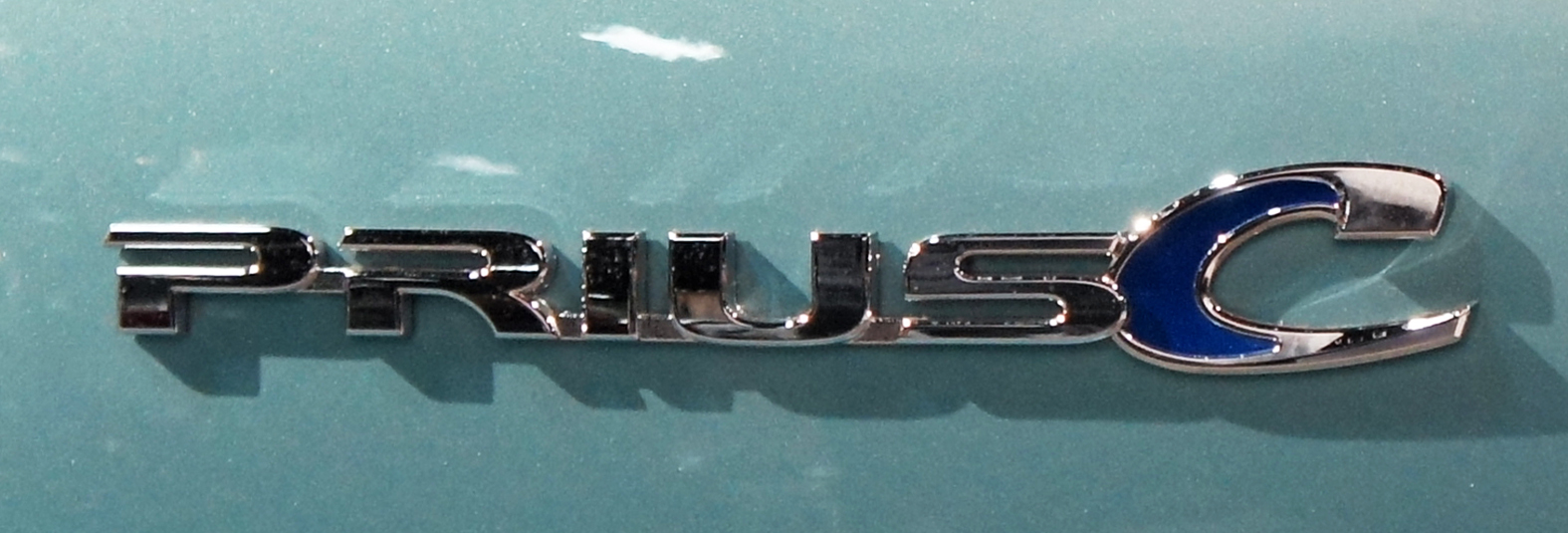
Logomarca del Toyota Prius c

El Prius c es manufacturado por Kanto Auto Works, una firma afiliada de Toyota en la Prefectura de Iwate en el norte de Japón. La meta inicial de producción de Toyota era de 12.000 unidades por mes, con una capacidad de producción máxima de 30.000 unidades por mes. Sin embargo, se espera que el Aqua/Prius c tenga una oferta limitada debido a la alta demanda que ha tenido lugar en el mercado japonés y hasta que Toyota logre aumentar su capacidad de producción. Desde diciembre de 2011, Toyota ha vendido un total de 95.500 unidades hasta el 30 de abril de 2012.

### Japón
El Toyota Aqua fue lanzado en Japón en diciembre de 2011 a un precio de ¥1.69 millones (US$21.700). El Aqua ha tenido una alta demanda, y se ubicó como el tercer vehículo nuevo más vendido en Japón durante febrero y marzo de 2012, y clasificó como segundo en abril. Un total de 83.434 Aquas han sido vendidos hasta abril de 2012, representando un 39% de las ventas de la familia Prius en 2012.

### Estados Unidos
Las ventas del Prius c iniciaron en los Estados Unidos en marzo de 2012, a un precio básico de US$18.950 más US$760 de cargos de envío. Tan solo tres días en el mercado estadounidense, Toyota anunció que el Prius c se había convertido en "uno de los vehículos de Toyota de más rápida venta". Durante su primer mes en el mercado estadounidense, el Prius c vendió 4.875 unidades, representando el 17.0% de las ventas de la familia Prius en los Estados Unidos. Las ventas acumuladas del Prius c alcanzaron 8.881 unidades hasta abril de 2012.

### Canadá
El Toyota Prius c fue lanzado en Canadá en marzo de 2012 con un precio inicial de CA$20.950 (US$21.100). Durante su primer mes en el mercado canadiense se vendieron 328 unidades, representando alrededor de un 25% de las ventas de coches subcompactos de Toyota en ese mes. En abril, el primer mes completo en el mercado, se vendieron 556 unidades, lo cual representó un 39% de las ventas de la familia Prius y un 33% de las ventas de subcompactos de Toyota.

## Galería
|                                   |
| Vista frontal del Prius c concept |

|                                   |
| Vista lateral del Prius c concept |

|                                |
| Vista frontal del Prius c 2012 |

|                                  |
| Vista posterior del Prius c 2012 |

|                                |
| Vista frontal del Prius c 2018 |

|                                  |
| Vista posterior del Prius c 2018 |

## Ventas
| Año           | Estados Unidos | Canadá |
| ------------- | -------------- | ------ |
| 2012          | 35,753         | 2,530  |
| 2013          | 41,979         | 2,816  |
| 2014          | 40,570         | 2,776  |
| 2015          | 38,469         | 3,029  |
| 2016          | 20,452         | 3,135  |
| 2017          | 7,049          | 846    |
| Total 199,404 |                |        |